# Chungkingosaurus jiangbeiensis
Il chungkingosauro (Chungkingosaurus jiangbeiensis Dong et al., 1983) era un dinosauro erbivoro appartenente agli stegosauri, o dinosauri a piastre. Visse nel Giurassico superiore (Oxfordiano, circa 160 milioni di anni fa) e i suoi resti fossili sono stati ritrovati in Cina. È considerato uno degli stegosauri più piccoli.

## Descrizione
Questo dinosauro è noto per alcuni fossili abbastanza completi, ritrovati nel 1977 nella zona di Chongqing (in Cina). Il chungkingosauro doveva essere lungo circa 3-4 metri (anche se un esemplare frammentario potrebbe essere stato lungo anche 5 metri), e quindi era uno dei più piccoli stegosauri noti.  Rispetto alla grande maggioranza degli stegosauri, il cranio era corto e alto, e sembrerebbe essere stato privo del tipico becco.
Il chungkingosauro possedeva una corazza costituita da spesse strutture ossee decorrenti per tutto il dorso e la coda, la cui forma era una via di mezzo tra quella di piastre e spine.  Sulla coda erano presenti alcune spine caudali, come nella maggior parte degli stegosauri. Un fossile di questo animale sembrerebbe presentare l'estremità della coda (thagomizer) dotata di almeno 5 spine, un fatto che contrasta con l'immagine tradizionale degli stegosauri dotati di due paia di aculei. È possibile che il Chungkingosaurus fosse dotato di un thagomizer fornito di sei o otto spine.
Uno scheletro ricostruito di questo animale, esposto al Museo Municipale di Chongqing, mostra un esemplare dotato di 14 paia di piastre ossee dorsali e di due paia di aculei caudali.

## Classificazione
Chungkingosaurus è stato descritto per la prima volta nel 1983, sulla base di resti fossili ritrovati nella formazione Dashanpu (Shaximiao superiore) databili all'Oxfordiano (circa 160 milioni di anni fa). Inizialmente classificato nella famiglia degli stegosauridi, questo animale è stato poi attribuito alla famiglia degli huayangosauridi (Huayangosauridae), che comprende gli stegosauri più primitivi, a causa di alcune caratteristiche come il muso stretto e alto.

## Paleobiologia
Il chungkingosauro visse in un ambiente dominato da grandi erbivori, come i sauropodi dei generi Mamenchisaurus e Omeisaurus. Erano presenti anche altri stegosauri, come Tuojiangosaurus. I predatori principali potrebbero essere stati grandi dinosauri carnivori come quelli dei generi Yangchuanosaurus e Sinraptor.